# Јосиф Грезловски - Гандето
Јосиф Грезловски - Гандето је америчко-македонски писац, са сталним боравком на Флориди, САД. Рођен је у преспанском селу Љубојно. 1967. године емигрирао у Америку, где је и дипломирао. Тренутно ради као професор. Пише на енглеском и македонском језику.
На македонском језику написао је:
- Виделото на Спаса (роман)
- Муабети (стихозбирка)
- Ко јагне (поема)
- Волците од Траперс Блаф (роман)

На енгленском јазику написао је:
- Антички Македонци: разлики помеѓу античките Македонци и античките Грци (историја)
- Еден златен зрак на карпата (роман)